# 목포시 (1988년 선거구)
목포시는 대한민국의 옛 국회의원 선거구이다. 당시 전라남도 목포시 지역을 관할했다.

## 역사
제13대 국회의원 선거를 앞두고 목포시·무안군·신안군 선거구에서 분리되면서 신설되었다.
제15대 국회의원 선거를 앞두고 선거구 개편이 이루어졌다. 이로 인해 목포시 일부 지역이 신안군과 함께 선거구를 이루게 되면서 목포시·신안군 갑 선거구와 목포시·신안군 을 선거구로 관할구역이 분리되면서 폐지되었다.

## 역대 국회의원
| 선거   | 정당 | 정당       | 의원   |
| ------ | ---- | ---------- | ------ |
| 1988년 |      | 평화민주당 | 권노갑 |
| 1992년 |      | 민주당     | 권노갑 |

## 역대 선거 결과

### 대한민국 제13대 국회의원 선거
|  | 84.20% |

|  | 13.98% |

|  | 0.65% |

|  | 0.59% |

|  | 0.56% |

### 대한민국 제14대 국회의원 선거
|  | 82.04% |

|  | 8.03% |

|  | 7.05% |

|  | 1.73% |

|  | 1.12% |